# Cis biacutus
Cis biacutus es una especie de coleóptero de la familia Ciidae.

## Distribución geográfica
Habita en África Oriental, Madagascar y  Seychelles.